# 哈亨堡
哈亨堡（德語：Hachenburg，發音：[ˈhaxn̩bʊʁk] ⓘ）是德国莱茵兰-普法尔茨州韦斯特林山县的城市，面积21.43平方千米，2023年12月31日人口为6,236人。